# Phantom der Angst
Phantom der Angst ist der Titel einer Kurzgeschichte von Ernst Kreuder, erstmals erschienen 1939 im Band Die Nacht der Gefangenen. Sie ist auch die namensgebende Titelgeschichte einer 1987 im Reclam-Verlag postum herausgegebenen Sammlung von Erzählungen des Autors.

## Handlung
Der Ich-Erzähler bemerkt spät abends im Treppenhaus eine unheimliche Gestalt, die sich lange mit einem Schlüssel an einer Türe zu schaffen macht. Irritiert bleibt er oben stehen, abwartend; die Person wird jedoch auf ihn aufmerksam, woraufhin er zu ihr hinunterkommt und ihr dabei hilft, die Türe aufzuschließen. Das Namensschild verrät ihm, dass der Unbekannte den Namen Karl Brand trägt; statt durch die geöffnete Türe die Wohnung zu betreten, fordert er den Erzähler jedoch auf, mit ihm auszugehen. Er willigt ein und die beiden machen sich gemeinsam durch die dunklen Gassen auf den Weg in eine nur sparsam beleuchtete Kneipe. Herr Brand reicht dem Erzähler eine Zigarette und Feuer, der Wirt bringt zwei Gläser Bier und Brand beginnt eine Unterhaltung:
»Sehen Sie«, sagte er, »wenn die Männer, die jetzt in den Kneipen der ganzen Welt sitzen«, er hob die Hand und zählte die Erdteile an den fünf Fingern ab, »wenn diese Männer nicht in die Kneipen gingen, sondern, jeder für sich in einen finsteren Wald, was würde das geben?« »Sie meinen«, sagte ich, »daß dies die Welt zusammenhält?« »Oder weil sie zusammenhält«, sagte er, »gehen die Männer dorthin.«
Da die Menschen keine Geschichten mehr erlebten, sondern nur noch erzählten, bietet Brand dem Erzähler an, mit ihm gemeinsam eine Geschichte zusammenzustellen. Derweil sind die Biergläser bereits geleert; der Wirt bringt Schnaps. Der Erzähler überlässt es seinem Begleiter, die Geschichte zu beginnen, die Binnenerzählung setzt ein.
Demnach habe ein Mann, genannt „Franz“, aus dringendem Anlass eine Zugreise antreten müssen und begibt sich eilig zum Bahnhof. Der Zug fährt bereits aus; er glaubt jedoch, ihn noch erreichen zu können, ebenso wie eine junge Frau vor ihm, die die Türstange ergreift, sich aber weder endgültig hochziehen noch gefahrlos wieder loslassen kann, so dass sie in eine lebensbedrohliche Situation gerät – Franz gelingt es jedoch, sie zu packen und unverletzt zurück zu Boden zu bringen. Der Zug fährt davon; die Wartezeit auf die nächste Reisemöglichkeit verbringen sie gemeinsam in der Wartehalle. Franz fühlt sich zu der Frau, die bedeutend jünger ist als er, sehr hingezogen, zu seiner Freude gelingt es ihm, ihr nach dem Schreck wieder ein Lächeln ins Gesicht zu zaubern. Plötzlich jedoch werden sie von aufgeregten Zeitungsjungen unterbrochen, die eine Extra-Ausgabe verteilen: Der Zug, den sie nehmen wollten, ist im Nebel verunglückt, zwölf Tote sind bereits geborgen worden.
Brand unterbricht seine Geschichte kurz, um den Erzähler um seine Meinung zu bitten; der bezeugt, dass sie ihm zwar ungewöhnlich, aber glaubhaft erscheine; Brand fährt fort.
Franz eilt los, seine Schwester telefonisch über die Umstände zu informieren; als er zu der jungen Frau zurückkehren will, muss er jedoch feststellen, dass sie nicht mehr dort ist. Er sucht den Bahnhof nach ihr ab, findet sie nicht, ihr Bild prägt sich ihm ein und verfolgt ihn bis in seine Träume. Er hört nicht auf, nach ihr zu suchen. Schließlich begegnet er ihr erneut: In einem Hotel läuft sie im Bademantel an ihm vorüber in ihr Zimmer. Er klopft an; und die Macht seines so lange unerfüllt gebliebenen Wunsches ist so stark, dass sie ihn einlässt, trotz der unerklärlichen Angst, die sie erfüllt, seitdem sie in seiner Gegenwart nur so knapp dem Tode entronnen ist. Er macht ihr einen Heiratsantrag; sie verschiebt die Entscheidung darüber auf den nächsten Abend. 
Am kommenden Tage küssen sie sich; doch das gemeinsame Abendessen wird unterbrochen von einer neuerlichen Katastrophe. Im Hotel bricht Feuer aus, mehrere Menschen finden den Tod, Franz und die Fremde verlieren sich aus den Augen und tauschen die Rollen: Nun ist es Franz, den die Angst erfüllt, denn es scheint ihm, in der Nähe der Geliebten herrsche der Tod. Diese jedoch kann nun nicht mehr von ihm lassen; sie schreibt ihm zahllose Briefe, die jedoch unbeantwortet bleiben; eines Tags steht sie vor seiner Tür, er eröffnet nicht, sie verschwindet wieder. Doch schließlich findet er, als er einige Zeit später nach Hause kommen will, das Schloss beschädigt vor – offensichtlich hat sich jemand Zugang verschafft. Einige Treppenstufen über ihm nimmt er einen anderen Mann wahr, der ihm schließlich hilft, die Türe aufzuschließen, und gemeinsam mit ihm eine Kneipe aufsucht.
»Wie finden Sie das?« fragte Herr Brand. »Das hatte ich nicht erwartet«, sagte ich. »Wie wird die Geschichte weitergehen, ich meine, was werden Sie jetzt tun?«
Gemeinsam kehren sie zum Wohnhaus zurück. Der Erzähler will sich verabschieden, doch Brand bittet ihn, noch kurz zu bleiben. Er schaut sich um, sieht niemanden und meint, die geliebte Fremde sei inzwischen wohl gegangen. Doch plötzlich tritt sie, nur im Bademantel bekleidet, aus dem Badezimmer und ruft seinen Namen. Er starrt sie an.
»Anna«, sagte er dann leise, blinzelnd, schluckend, und, wie mir schien, schon völlig selbstvergessen.
Sie lässt den Bademantel zu Boden fallen. Der Erzähler wendet sich ab; der Leser wird schlicht und sachlich darüber informiert, dass die beiden bald darauf geheiratet hätten. Als er dem Mann einige Zeit später erneut begegnet und mit ihm in dem Wirtshaus einkehrt, erklärt er ihm, sich wohl zu befinden; die Geschichte endet mit den Worten:
»Damit ist die Geschichte wohl zu Ende«, sagte ich.
»Hoffentlich«, sagte er und leerte sein Glas.

## Textanalyse und Deutung
Phantom der Angst ist Teil einer Reihe früher und eher schlichter Erzählungen, die Kreuder hauptsächlich zum Zweck des Broterwerbs publizierte und von denen er selbst nicht allzu viel hielt: Er bezeichnete sie als „Räuberpistolen“, da sie eine Spannung aufbauten, die in den Schlusspointen nicht aufgelöst würde – es handele sich dabei überwiegend um „kalkuliert kommerzielle Produkte für einen anspruchslosen Markt“, urteilt Stephan Rauer. Unter diesen gehört Phantom der Angst jedoch zu den gelungensten.
Der erste Teil der Erzählung liegt in „rätselhaftem Dunklen“ – vom dunklen Hausflur verlagert sich die Handlung über dunkle Gassen an den dunkelsten Tisch in einer Kneipe. Die Art der Darstellung ist zunächst überwiegend passivisch; „der Schlüssel wurde mehrere Male herumgedreht, dabei wurde an der Tür gerüttelt“; Franz „wird telegraphisch benachrichtigt“, dass er eine Reise antreten müsse. Einzelheiten werden exakt beobachtet und notiert, ohne sich zunächst zu einem Ganzen fügen zu wollen. Tatsächlich wird der Prozess des Erzählens und die Gestaltung der Erzählung von Brand selbst sehr präzise und selbstreflexiv beschrieben: „Bis jetzt gab es nur Schrecken, die Fäden sind noch nicht geknüpft.“ 
Im Laufe der Darstellung ändert sich das jedoch. Das dunkle, ungemütliche Wirtshaus wird  mit jeder Unterbrechung der Binnenerzählung vertraulicher; Licht dringt aus der Wohnung, als Brand und der Erzähler dorthin zurückkehren. Auch dieser narrative Wandel wird unmittelbar und explizit angesprochen: „Wie wird die Geschichte weitergehen, ich meine, was werden Sie jetzt tun?“, fragt der Erzähler, nachdem er den Zusammenhang zwischen den beiden Erzählebenen begriffen hat; die Geschichte geht nicht einfach weiter, sie wird durch das Handeln der Protagonisten aktiv bestimmt. Mit dem Bademantel von Annas Schultern fällt auch die ängstliche Spannung von der Handlung und ihren Charakteren endgültig ab. Die düstere Atmosphäre zu Beginn der Geschichte wird am Ende von geradezu lakonisch scheinenden, prägnanten und klaren Schlusssätzen abgelöst: „Bald darauf heiratete Brand“; „Es hat uns Glück gebracht“.

## Ausgaben
- Ernst Kreuder: Die Nacht des Gefangenen. Erzählungen. Wittich, Darmstadt, 1939. 
  - auch erschienen in: Ernst Kreuder: Phantom der Angst. Erzählungen. Reclam, Stuttgart, 1987.